# Condado de Rodríguez San Pedro
El condado de Rodríguez San Pedro es un título nobiliario español creado por el rey Alfonso XIII en favor de Carlos Rodríguez San Pedro y Alvargonzález, presidente de Acción Católica de España, mediante real decreto del 25 de marzo de 1927 y despacho expedido el 8 de junio del mismo año.

## Condes de Rodríguez San Pedro
|                           | Titular                                          | Periodo                   |
| Creación por Alfonso XIII | Creación por Alfonso XIII                        | Creación por Alfonso XIII |
| ------------------------- | ------------------------------------------------ | ------------------------- |
| I                         | Carlos Rodríguez San Pedro y Alvargonzález       | 1927-1969                 |
| II                        | Faustino Rodríguez San Pedro y González-Olivares | 1977-1998                 |
| III                       | José Carlos Rodríguez San Pedro y Márquez        | 2001-hoy                  |

## Historia de los condes de Rodríguez San Pedro
- Carlos Rodríguez San Pedro y Alvargonzález, I conde de Rodríguez San Pedro, caballero Gran Cruz de la Orden de Isabel la Católica.[1]

Casó con María de la Concepción González-Olivares y Álvarez-Buílla. El 20 de julio de 1977 le sucedió su hijo:
- Faustino Rodríguez San Pedro y González-Olivares (Madrid, 7 de julio de 1909-18 de octubre de 1998), II conde de Rodríguez San Pedro.[4]

Casó con Beatriz Márquez y Patiño (n. 1922), hija de los IV duques de Grimaldi, grandes de España. El 5 de febrero de 2001, previa orden del 30 de diciembre de 1999 para que se expida la correspondiente carta de sucesión (BOE del 29 de enero siguiente), le sucedió su hijo:
- José Carlos Rodríguez San Pedro y Márquez (n. 1946), III conde de Rodríguez San Pedro.[4]

Casó el 14 de julio de 1972 con Angustias Martos y Aguirre (n. 1950), VII condesa de Tilly, VI condesa de Heredia-Spínola, VI condesa de Vega Florida.